# Dancetour
Dancetour is een gratis toegankelijk dance-evenement dat jaarlijks in meerdere Nederlandse steden wordt georganiseerd.
Dancetour wordt georganiseerd door BOD Events in opdracht van Stichting Dancetour, doorgaans op een feestdag of zondag. Rondom de Dancetour evenementen worden allerlei jongerenparticipatieprojecten georganiseerd zoals een dj-contest in de stad onder regionaal talent. De winnaar van deze wedstrijd wint een plek op het lokale festival.
Dancetour werd voor het eerst georganiseerd op Koninginnedag 2001 op de Spuiboulevard in Dordrecht onder te toenmalige naam Boulevard of Dance. In 2004 is deze naam veranderd in Dancetour omdat vanaf dat moment het evenement in meerdere steden werd georganiseerd. In 2004 waren dit drie steden en dit is in de loop der jaren uitgebreid tot tien in 2008.

## Line-up
Vanaf het begin van Dancetour stond Marco V geprogrammeerd. In de loop der jaren kwamen er meerdere grote namen bij als Armin van Buuren, Ferry Corsten, Erick E, Bart Claessen, Benny Rodrigues, Sander van Doorn, Hardwell, DJ Chuckie, Menno de Jong en DJ Jean. Ook dj's uit het buitenland waren te zien op Dancetour zoals Cosmic Gate, David Guetta, Judge Jules en Eddie Halliwell.

## Steden waar Dancetour georganiseerd is
Het evenement is georganiseerd in de volgende steden:
- Dordrecht (sinds 2001)
- Breda (sinds 2004)
- Maastricht (sinds 2004)
- Enschede (2005)
- Leeuwarden (sinds 2005)
- Goes (sinds 2005)
- Den Haag (2005 en 2006)
- Eindhoven (sinds 2006)
- Lelystad (sinds 2007)
- Apeldoorn (2007-2016)
- 's-Hertogenbosch (sinds 2015)
- Doetinchem (sinds 2007)
- Tilburg (sinds 2008)
- Emmen (2009)
- Arnhem (sinds 2009)